# أحمد بن المهدي الغزال
أحمد بن مهدي الغزال فقيه وسياسي ودبلوماسي وأديب مغربي. شغل كاتبا خاصا عند السلطان محمد بن عبد الله، وكان سفيره لدى ملك إسبانيا بين سنوات 1766 - 1767م، فصنف على إثر تلك الرحلة كتاب الإجتهاد في المهادنة والجهاد، دَوَّنَ فيه رحلته لإسبانيا وما شاهده من آثار الأندلس.

## مسيرته
تعود أصوله لمدينة ملقة الأندلسية، فقد سماه عبد الرحمن بن زيدان في الإتحاف هكذا: "أبو العباس أحمد بن المهدي الغزال الحميري الأندلسي المالقي الفاسي. ولا نعلم شيئا عن تاريخ ولادته. كان من أقران ابن عثمان المكناسي وأبي القاسم الزياني، حيث ذكره هذا الأخير في الترجمانة الكبرى . ووصفه محمد بن جعفر الكتاني صاحب سلوة الأنفاس بأنه كان فقيها أديبا، بل كان آخر أدباء الوقت.

### رحلته
بعثه السلطان سفيرا لإسبانيا، كما فعل أباه من قبله. فألف في سفره رحلة وصف فيها الحالة الإجتماعية والسياسية لتلك الأرض.

وكان سبب رحلته إلى إسبانيا هو وضعية الأسرى المسلمينَ هناك، الذين كتبوا رسالةً إلى السلطان محمد؛ يَشْكون مِنَ التَّعَسُّف ومما يكلفون به منَ الأعمال الشاقَّة، وقِلَّة العناية بأكْلِهم ولباسِهم، فتأَثَّر السلطان لحالِهم، فكتب إلى كارلوس الثالث ملك إسبانيا أن يحسن وضعية الأسرى عمومًا، وبالعَجَزة وحَفَظَة القرآن منهم خُصُوصًا، وطالبه بالمعاملة بالمثل، كما يفعل هو بتمييز القساوسة ورجال الدِّين منَ الأسرى الإسبان بالمغرب. فأرسل السلطان كاتبه الغزال إلى إسبانيا، ونجحتْ مهمته؛ بالتوقيع على معاهدة بين البلدين، واشترى حرية المسلمين في كل من برشلونة وإشبيلية وقادش، بعد أن تم تجميعهم من كل أنحاء التراب الإسباني في هذه المدن الثلاثة حيث اكتملت عملية التحرير. حدد الغزال أهداف الرحلة قائلا: "فكاك أسرى المسلمين وإنقاذهم من العذاب، وجلب ما يستعان به على الجهاد من بارود ومدافع وآلة السفن من بلادهم"، واشترط النصارى في إطلاق صراح الأسرى "أن يكونوا ممن عجز عن الخدمة إما بكبر السن أو بمرض مزمن والمقعد والأعمى". لكنه تفاوض وتمكن من افتكاكهم. ويصف الغزال مشهد عودته ودخوله مدينة مراكش وبرفقته الأسرى الذين تم تحريرهم: 
والكتب التي استرجعها معه، تدخل في إطار الإلحاح المستمر لسلاطين المغرب على عودة الخزانة الزيدانية وباقي الكتب الأندلسية من الإسكوريال وغيرها من المكتبات إلى المغرب. ونجاح الغزال في مهمته، جعل ملك إسبانيا يطلب منه أن يتوسط له سلطان المغرب لدى والي الجزائر ليتبادل معه الأسرى. مهمة عسيرة نجح السفير الغزال في حلها، وأشرف على عملية تبادل الأسرى بمرسى الجزائر، حيث أرست مراكب إسبانية وأنزل منها أسرى المسلمين الذي تجاوز عددهم 1600.
لكنِ سرعان ما انتهى أمرُ الغزال أن جَرَّدَه السلطان من مناصبه؛ بسبب تقصيره في عدم الاحتياط من عبارة كتبها في المُعاهَدة السابقة، استطاع مِن خلالها الإسبان التلاعب بها، مما جعل السلطان أن يعلن حرب شاملة على مدينة "مليلية". ولإنقاذ المغرب من ورطة هذه المعاهدة بعث السلطان كاتبه الخاص ابن عثمان المكناسي سفيرا لإسبانيا سنة 1779م، و بغرض تجديد الاتفاق على معاهدة مرضية جديدة تراعي مصالح الطرفين.
ويرجع خطأ الغزال، حسب بعض المؤرخين، إلى أن السلطان عهد إليه، من خلال سفارته، بإمضاء عهد للصلح «بحراً» مع كارلوس الثالث ملك إسبانيا، فأمضاه عاماً في «البحر والبر». ويقال إنه كتبه «بحراً لا براً» فتم تحريف «بحرًا وبراً».
فلزم الغزال بيته في فاس وكفّ بصره، وتوفي فجر يوم الأحد 5 جمادى الأولى 1191 هـ / 11 يونيو 1777، و دُفن بصحن الزاوية الفاسية بالقلقليين بمدينة فاس.

### الشعر
حسب قصائده يبدو الغزال متمكنا من صناعة الشعر، ومتمرسا به، وموجها عنايته بصفة خاصة إلى المدح.
وقد تعمد أن يفتح أبيات كل بحر بنفس الحروف التي وضع أولا في مربع، واستعمال الجناس وباقي المحسنات كانت من مقومات الشعر في عصره، وخلو القصيدة منها كان يعرض صاحبها إلى أن يتهم بالقصور وعدم الإلمام بالبلاغة. كما يرمي الكتاب بذلك إذا خلت كتابتهم ورسائلهم من السجع على ذلك العهد أيضا، وهي ظاهرة أسلوبية اعتبرت في عصر من العصور من مقومات الإجادة.
يصف في قصائده مجد المغاربة في عصره وانتصاراتهم على مختلف الدول الأجنبية الغازية، وتحرير بعض الثغور، من بينها مازاغان، كقوله :
وفي رسالة الأطروفة الهندسية والحكمة الشطرنجية الأنسية اعتمد على سير قطعة الغرس في لعبة الشطرنج حيث تتألف فصول أربعة يعتمد في جمعها وتصنيفها على حروف أبيات وضعها في مثمن، ويظهر تمكنه وبراعته في هذه اللعبة، حيث انتصر على أحد النبلاء الأسبان فيها كما ذكر في رحلته، حاول أن يقتبس منها هذا الأسلوب في وصف بعض الأبيات الشعرية، والطريقة التي نهجها الغزال تنبئ عن تمكنه من صناعة الشعر، وتلاعبه بموازينه وبحوره، وإخضاعها لفرضه في مدح ممدوحه، مثلا الأبيات التي تقرأ من أولها تفيد بمعنى، فإذا عكست أفادت معنى آخر، كما يبدو تمرس الرجل بعمود الشعر في قصيدته الطويلة النفس في مدح السلطان المولى محمد بن عبد الله، وفي هذه القصيدة نلاحظ اهتمام الشاعر باستقاء تشبيهاته من الطبيعة، مما يؤكد ولوعه بها ومن ذلك قوله :

## مؤلفات
له عدة مصنفات منها:
- نتيجة الاجتهاد في المهادنة والجهاد: رحلة الغزال وسفارته إلى الأندلس، حَقَّقه وقَدَّم له إسماعيل العربي، الجزائر، ديوان المطبوعات الجامعية، 1404هـ، 247ص.
- اليواقيت الأدبية بجيد المملكة المحمدية.
- اليواقيت الأدبية في الأمداح النبوية
- الأطروفة الهندسية والحكمة الشطرنجية الأنسية
- نتيجة الفتح المستنبطة من سورة الفتح .
- النور الشامل، في مناقب فحل الرجال الكامل.[7]